# 1903 Аджимушкай
1903 Аджимушка́й (1972 JL, 1938 UL, 1940 CJ, 1940 EG, 1942 PK, 1950 CQ, 1951 JM, 1958 TT, 1961 CG, 1968 OQ, 1971 DH, 1903 Adzhimushkaj) — астероїд головного поясу, відкритий 9 травня 1972 року.
Тіссеранів параметр щодо Юпітера — 3,223.